# Anaspidacea
Anaspidacea là một bộ động vật giáp xác, bao gồm mười một chi trong bốn gia họ. Koonungidae được tìm thấy ở Tasmania và phần phía đông nam của Úc. Các họ Psammaspididae và Stygocarididae đều hạn chế đến hang động, nhưng Stygocarididae có phân bố rộng hơn nhiều so với các họ khác, với Parastygocaris có loài ở New Zealand và Nam Mỹ cũng như Úc, hai chi khác trong họ là loài đặc hữu ở Nam Mỹ, và một, Stygocarella, là loài đặc hữu của New Zealand.

## Chi
- Anaspididae Thomson, 1893
  - Allanaspides Swain, Wilson, Hickman & Ong, 1970 – Tasmania
  - Anaspides Thomson, 1894 – Tasmania
  - Paranaspides Smith, 1908 – Tasmania
- Koonungidae Sayce, 1908
  - Koonunga Sayce, 1907 – south-eastern Australia and Tasmania
  - Micraspides Nicholls, 1931 – south-eastern Australia and Tasmania
- Psammaspididae Schminke, 1974
  - Eucrenonaspides Knott & Lake, 1980 – Tasmania
  - Psammaspides Schminke, 1974 – south-eastern Australia
- Stygocarididae Noodt, 1963
  - Oncostygocaris Schminke, 1980 – southern South America
  - Parastygocaris Noodt, 1963 – southern South America
  - Stygocarella Schminke, 1980 – New Zealand
  - Stygocaris Noodt, 1963 – southern South America, south-eastern Australia and New Zealand